# Habeix
Habeix fou el nom d'una província otomana creada el 1554 sobre el paper. Quan realment va existir la província abraçava el litoral de la mar Roja al sud d'Egipte fins al golf d'Aden i incloïa el sandjak de Djeda al Hedjaz a la costa d'Aràbia. Estava dividida en sis sandjaks: Ibrim, Sawakin (Suakin) Arkiko (Arqiqo), Massawa, Zayla (Zeila) i Djeda.
La decisió de crear la província (i la d'Al-Hasa) fou presa després del fracàs de cinc expedicions contra els portuguesos entre 1524 i 1554 i el fracàs otomà en l'enfrontament naval del 1554 amb als portuguesos a l'oceà Índic en una batalla important. El 1542 a més a més l'aliat otomà a la zona, Ahmad ben Ibrahim al-Ghazi, havia estat derrotat i mort pels portuguesos. Es considerava convenient una ocupació permanent i l'establiment de la província.
Ozdemir Pasha en fou nomenat beglerbegi amb una força militar reunida a Egipte. Va iniciar l'ofensiva a partir de l'alt Nil però va fracassar pels obstacles que el camí escollit comportava. En la segona expedició el 1457 va embarcar a la ciutat de Suez i va desembarcar a Suakin conquerint tota la zona de Massawa, Hergigo i Zeila i així es va poder formar la província. Fins a la mort d'Ozdemir el 1559 els otomans es van estendre cap a l'interior ocupant Debarwa on es va establir un fort amb un mur per protegir-lo. També es va construir un fort a Hergigo. En canvi el projecte d'un fort a Massawa es va descartar per manca de materials útils. Debarwa no es podia sostenir per manca de provisions i aigua i el perill que suposava la població local, que començava a conèixer les armes de foc, i fou donada a Ga'ewah, germana de la sogre d'Ahmed ben Ibrahim al-Ghazi (1572).
Els otomans es van retirar cap a Massawa que fou atacada per les tribus; la guarnició fou derrotada i la ciutat saquejada.
Per penetrar a Etiòpia llavors van canviar de tàctica i van començar a buscar les divisions entre els caps enemics etíops. El bahr negus Yeshaq estava en mals termes amb l'emperador Menas, que acabava de pujar al tron, i es va revoltar el 1561; derrotat va fugir a territori otomà el 1562 i va prometre cedir Debarwa, Massawa, Arqiqo, i altres terres a canvi del seu ajut, però després els dos homes van fer les paus. Yeshaq va tenir Debarwa per un temps però la va entregar als otomans com havia promès.
Sarsa Dengel, successor de Menas, s'oposà a la cessió i va fer campanya contra Yeshaq el 1576, derrotant-lo junt amb els seus aliats otomans i un altre aliat, Muhammad IV Mansur, emir d'Harar (1579); Yesha i Muhammad van morir a la lluita i l'emperador va ocupar Debarwa on un grapat de soldats otomans es van rendir i foren acceptats a l'exèrcit imperial. Els imperials també van ocupar probablement Arqiqo i van destruir Massawa matant a 40 dels seus 100 defensor però sense aconseguir la seva conquesta. Egipte va enviar 100 fusellers i 100 cavallers a Massawa from Egypt. Massawa fou reforçada amb 300 musqueters, 100 cavallers, 10 canoners, 10 grans canons, i 5 paletes per reparar les defenses, tots egipcis.
Els otomans van nomenar un home de nom Wad Ezum com a bahr nagash (bahr negus), i el 1588 van iniciar la penetració cap a l'interior, però foren derrotats per un cap local L'emperador Sarsa Dengel, alarmat, va replicar amb un atac a Hergigo el 1589 però no va poder conquerir el fort.
Habesh va perdre importància després de la revolta del Iemen el 1569/1570. reconeguda la dificultat d'expansió i els pocs èxits, la província fou posada el 1591 sota autoritat d'un naib local dels beja, que havia de pagar un tribut anual, i només una guarnició otomana romandria a Massawa. Les relacions dels etíops i el naib van ser bones o dolentes segons els períodes.
El major conflicte fou el 1615 sota l'emperador Susenyos, que estava sota forta influència portuguesa; la guarnició de Massawa feia algunes incursions per buscar menjar i esclaus a la rodalia; en una d'aquestes incursions foren derrotats i el pasha es va enfurismar i va bloquejar les mercaderies del port fins que els 62 fusells presos als seus homes fossin retornats; l'emperador Susenyos va ordenar al naib de la província del nord de tallar els subministraments a la província d'Habesh (que no es podia sostenir per si mateixa); el pasha estava disposat a transigir però llavors fou substituït per un més inflexible. Suseynos comentava que podia ocupar fàcilment Arqiqo però que no la podia sostenir si era atacada pels otomans. Finalment hi va haver un arranjament. En anys següents les incursions otomanes a la rodalia van continuar, i foren especialment intenses el 1624, i aquest any altre cop els otomans foren derrotats i les seves armes capturades i utilitzades contra el fot d'Hergigo; altre cop Susenyos va bloquejar la província per obtenir els millors termes en el tractat. Un tractat es va aconseguir finalment en el qual l'emperador i l'església etíop quedaven exempts d'impostos al port i els otomans només podrien comprar esclaus portats per caravanes sense sortir a fer expedicions de captura ells mateixos.; el tractat fou complert en endavant tot i que s'havia previst al mateix tractat que es podia trencar. Com a resultat de la superior tecnologia otomana Massawa no va ser fortificada però Hergigo tenia una fortalesa amb artilleria.
El successor de Suseynos, Fasílides es va enfrontar als portuguesos per la conversió a la fe catòlica del seu antecessor influït per aquests. El nou emperador va expulsar els jesuïtes i va cremar els seus llibres i el 1648 va fer un acord amb el pasha de Massawa i amb el de Suakin per executar a qualsevol jesuïta que entrés a Etiòpia per aquests ports. Fins al final del segle, amb el regnat d'Iyasu I, no hi va haver canvis en les relacions; vers el 1700 el naib es va apoderar d'uns regals valuosos destinats a l'emperador i va voler cobrar taxes per retornar-los; Iyasu va refusar pagar i va bloquejar la província amenaçant amb pena de mort al que trenqués el bloqueig. El naib va haver de tornar els regals
Al segle xviii hi va haver casos similars però el naib havia augmentat el seu poder i l'emperador havia perdut part del seu. El naib amenaçava de matar als membres del clergat etíop si es bloquejaven els aliments a la província. El 1789 Bruce va constatar que a Massawa no hi havia cap autoritat otomana i el governant era un cap tribal amb el títol de naib. El 1814 quan Burckhardt va visitar Suakin, l'autoritat otomana es limitava al reconeixement pel governador de Djeda de l'emir local i la designació d'un oficial de duanes al port. El 1830 el soldà va transferir totes les reivindicacions otomanes a la zona, al governador d'Egipte.